# My-Lai (hudební skupina)
Česká hudební skupina My-lai vznikla v prvních porevolučních měsících roku 1990 partou tří studentů (pražského gymnázia a VŠE) v Praze. Její zkušebnou byla hudební zkušebna koleje VŠE v Praze-Holešovicích. Zdrojem a vzorem jejich hudebního stylu byl hlavně žánr punk a hardcore. Jejich texty byly nastaveny naprosto jednoznačně. Vyhradili se vlastně proti všemu a všem. Vadily jim veškerá cizí etnika a jejich adaptace v zemi, dále zpívali proti hudebnímu mainstreamu, taktéž komentovali život nižší sociální vrstvy – dělnické třídy, ale vyhradili se i proti fašistickým náladám v zemi.
Zpočátku koncertovali na menších akcích spíše punkového stylu, ale později se díky jejich textové orientaci stali v té brzké porevoluční době významným souborem produkující nově vznikající skinheadskou scénu.

## Tvorba
Jejich produkce trochu trpěla hudební kvalitou, nicméně jejich písně byly velmi chytlavé a jejich píseň Nelson Mandela vyhrála na Rádio 1 v kategorii nezávislá scéna „song roku 1991“.
Na jaře roku 1991 nahráli ve studiu Free + Ball desku s názvem My-lai 90, kterou mělo vydat vydavatelství Globus. I díky dosud největšímu festivalu žánru Oi! a punk v Československu, který se konal v červnu 1991 v Bzenci, nakonec jejich samostatná deska nevyšla. Během tohoto koncertu podepsali členové skupiny a taktéž skupina Orlík speciálnímu útvaru Policie ČSFR prohlášení o ukončení činnosti.[zdroj?] Členové skupiny si přáli zůstat v anonymitě.

## Diskografie
- LP My-lai 90 (1991/5) studio Free + Ball nevydané
- kompilace SKIN’SONGS, Vol 1. vydavatelství Kartáč Records (1992)